# Рютино
Рю́тино — деревня в Бологовском районе Тверской области. Входит в состав Рютинского сельского поселения (центр — деревня Заборки в 5 км).
Расположена на реке Березайке при впадении её в озеро Пирос, в 28 км к северу от районного центра Бологое.
Население по переписи 2002 года — 132 человека, 56 мужчин, 76 женщин.

## История
В середине XIX — начале XX века село Рютино — центр волости Валдайского уезда Новгородской губернии. По данным на 1909 год Рютино имело 416 жителей при 86 дворах; здесь церковь, волостное правление, школа, фельдшерский пункт, хлебо-запасный магазин, 2 мелочные лавки, ярмарка (15 августа).
В 1997 году деревня Рютино центр сельского округа, 76 хозяйств, 138 жителей. Центральная усадьба ТОО «Рютинское», детский сад, клуб, библиотека, фельдшерский пункт, отделение связи, магазин.

## Население
| 2010 |
| ---- |
| 109  |

### Известные уроженцы
Краснянский, Владимир Гаврилович — белорусский историк, краевед, педагог, уроженец 1863 года

## Достопримечательности
- Церковь Успения Пресвятой Богородицы, 1809 год.
- на кладбище у Успенской церкви села Рютина похоронен И. П. Сахаров (29.08.1807-24.08.1863), родоначальник русской фольклористики